# Collegio uninominale Puglia - 04 (Camera dei deputati 2020)
Il collegio elettorale uninominale Puglia - 04 è un collegio elettorale uninominale della Repubblica Italiana per l'elezione della Camera dei deputati.

## Territorio
Come previsto dalla legge n. 51 del 27 maggio 2019, il collegio è stato definito tramite decreto legislativo all'interno della circoscrizione Puglia.
È formato dal territorio di 17 comuni della città metropolitana di Bari: Adelfia, Binetto, Bitetto, Bitonto, Casamassima, Conversano, Corato, Giovinazzo, Molfetta, Monopoli, Palo del Colle, Polignano a Mare, Rutigliano, Ruvo di Puglia, Sannicandro di Bari, Terlizzi e Turi.
Il collegio è parte del collegio plurinominale Puglia - 02.

## Eletti
| Elezione | Elezione | Deputato          | Partito      |
| -------- | -------- | ----------------- | ------------ |
|          | 2022     | Rita dalla Chiesa | Forza Italia |

## Dati elettorali

### XIX legislatura
Come previsto dalla legge elettorale, 147 deputati sono eletti con sistema a maggioranza relativa in altrettanti collegi uninominali a turno unico.
| Candidati                                 | Candidati                   | Voti    | %     | Liste                          | Voti    | %     |
| ----------------------------------------- | --------------------------- | ------- | ----- | ------------------------------ | ------- | ----- |
|                                           | Rita dalla Chiesa ✔️ Eletto | 78 906  | 40,51 | Fratelli d'Italia              | 46 618  | 23,94 |
| Forza Italia                              | Rita dalla Chiesa ✔️ Eletto | 78 906  | 40,51 | 23 008                         | 11,81   |       |
| Lega per Salvini Premier                  | Rita dalla Chiesa ✔️ Eletto | 78 906  | 40,51 | 8 275                          | 4,25    |       |
| Noi moderati/Lupi - Toti - Brugnaro - UDC | Rita dalla Chiesa ✔️ Eletto | 78 906  | 40,51 | 1 005                          | 0,52    |       |
|                                           | Nicola Grasso               | 50 410  | 25,88 | Movimento 5 Stelle             | 50 410  | 25,88 |
|                                           | Michele Abbaticchio         | 48 936  | 25,13 | Partito Democratico-IDP        | 34 548  | 17,74 |
| Alleanza Verdi e Sinistra                 | Michele Abbaticchio         | 48 936  | 25,13 | 8 134                          | 4,18    |       |
| +Europa                                   | Michele Abbaticchio         | 48 936  | 25,13 | 4 594                          | 2,36    |       |
| Impegno Civico - Centro Democratico       | Michele Abbaticchio         | 48 936  | 25,13 | 1 660                          | 0,85    |       |
|                                           | Benedetto Grillo            | 9 689   | 4,97  | Azione - Italia Viva - Calenda | 9 689   | 4,97  |
|                                           | Sabino De Razza             | 2 604   | 1,34  | Unione Popolare                | 2 604   | 1,34  |
|                                           | Angela Rossano              | 2 472   | 1,27  | Italexit                       | 2 472   | 1,27  |
|                                           | Donatella Bellomo           | 1 749   | 0,90  | Italia Sovrana e Popolare      | 1 749   | 0,90  |
| Totale                                    | Totale                      | 194 766 | 100   |                                | 194 766 | 100   |
|                                           |                             |         |       |                                |         |       |
| Schede bianche                            | Schede bianche              | 3 002   | 1,48  |                                |         |       |
| Schede nulle                              | Schede nulle                | 5 718   | 2,81  |                                |         |       |
| Votanti                                   | Votanti                     | 203 486 | 57,33 |                                |         |       |
| Elettori                                  | Elettori                    | 354 965 |       |                                |         |       |